# Тимонов, Михаил Леонидович
Михаи́л Леони́дович Ти́монов (род. 22 мая 1965, Москва, РСФСР, СССР) — российский общественный и политический деятель. Депутат Московской городской Думы VII созыва (2019—2024). Член фракции «Справедливая Россия».

## Биография
Родился 22 мая 1965 года в Москве. Окончил Московский авиационный институт по специальности «Инженер-системотехник». По окончании МАИ остался работать инженером на кафедре, готовил диссертацию.
Получил второе высшее образование в Академии народного хозяйства, участвовал в зарубежных стажировках. Позднее окончил Международную академию маркетинга и менеджмента и Московский государственный технический университет имени Н. Э. Баумана.
Инженер-системотехник. Магистр экономических наук. Специалист по информационной безопасности.
После получения высшего образования работал в банковской сфере. До избрания депутатом Московской городской думы в 2019 году, занимал должность советника Президента Коммерческого Банка «Альба Альянс».

### Общественная деятельность
На фоне массовых протестов в 2011 году Михаил Тимонов занялся общественной работой, став наблюдателем. Впоследствии являлся координатором общественного контроля за выборами по Восточному и Юго-Восточному административным округам Москвы, членом координационного совета проекта «Гражданин Наблюдатель».

### Политическая деятельность
В 2014 году Михаил Тимонов выдвигался кандидатом в депутаты Московской городской думы по 16 одномандатному избирательному округу (районы Богородское, Преображенское, часть района Соколиная Гора) от партии «Справедливая Россия» и занял третье место с результатом 14,04 % поддержки избирателей, при явке в 21,04 %.
На выборах в Мосгордуму в 2019 году — вновь кандидат в депутаты Московской городской думы по 16 одномандатному избирательному округу от партии «Справедливая Россия». Также был поддержан «Умным голосованием» Алексея Навального. Занял первое место, набрав 37,57 % голосов, обойдя действующего депутата Антона Молева (31,85 %).
В Мосгордуме с сентября по ноябрь 2019 года возглавлял фракцию партии «Справедливая Россия» в количестве трёх человек. В качестве руководителя фракции Михаил Тимонов организовывал круглый стол о проблеме свободы собраний в Москве. В работе данного круглого стола приняли участие городские правозащитники, политические и общественные деятели, включая незарегистрированных на выборах в Мосгордуму в 2019 году кандидатов Любовь Соболь и Юлию Галямину. В конце ноября 2019 года Тимонов был единственным из руководителей фракций, кто проголосовал против принятия бюджета города Москвы на 2020 год, после чего был снят с поста руководителя фракции. Официальной причиной отставки являлось «неисполнение функции лидера фракции, игнорирование ключевых заседаний Мосгордумы и фракции, отсутствие координационной деятельности».
В январе 2020 года Михаил Тимонов подписал Манифест граждан России против конституционного переворота и узурпации власти, а 12 марта 2020 г. на заседании столичного парламента отказался поддерживать поправки в Конституцию Российской Федерации.
В июне 2020 года вместе с 8 депутатами Мосгордумы от трёх фракций — КПРФ, «Яблоко» и «Справедливая Россия» — инициировал процедуру выражения недоверия председателю Мосгордумы Алексею Шапошникову. По мнению инициаторов, Шапошников «не способен выстроить конструктивную работу в Думе и взаимодействие с мэрией», его поведение во время кризиса было неудовлетворительным, он игнорировал мнения депутатов оппозиционных фракций и не задекларировал в 2019 году доход в 870 млн руб., «обстоятельства получения которого дают основания для подозрений в наличии коррупционной составляющей».
После отравления Алексея Навального 20 августа 2020 года, вместе с депутатами Мосгордумы Евгением Ступиным и Максимом Кругловым обратился к главе ФСБ Александру Бортникову c просьбой возбудить уголовное дело по статье о посягательстве на жизнь общественного деятеля. После отказа возбуждать уголовное дело, Михаил Тимонов присоединился к группе региональных оппозиционных депутатов и обратился в Следственный комитет России с требованием возбудить уголовное дело по факту отравления политика. По мнению Тимонова, проведение данного расследования «было бы в интересах как власти, так и граждан».
В мае 2021 года Тимонов осудил увольнения сотрудников Московским метрополитеном. Вся вина работников состояла в том, что они зарегистрировались на сайте в поддержку Навального. Тимонов называл массовое увольнение антиконституционным деянием, которое «входит в противоречие в том числе с уголовным кодексом РФ, не допускающим дискриминацию». В итоге сотрудников Московского метро удалось начать восстанавливать на работе через суд.
После задержания и помещения в СИЗО в конце 2021 года ректора Московской высшей школы социальных и экономических наук (Шанинка) Сергея Зуева по делу бывшего заместителя министра просвещения России Марины Раковой, которая, как утверждает следствие, похитила 50 миллионов рублей по двум государственным контрактам в рамках госпрограммы «Образование», Михаил Тимонов выступил на заседании Московской городской думы в поддержку Зуева, призвав освободить его из под стражи.
В декабре 2021 года на фоне иска о ликвидации «Международного Мемориала» и его подразделений, включая правозащитный центр, архив, библиотеку и музей, Тимонов выступил в поддержку общества «Мемориал» и призвал прекратить «попытку уничтожить организацию, выполняющую важную миссию сохранять память о репрессиях, чтобы государственные преступления не повторились в будущем».
В апреле 2022 года после возбуждения уголовного дела против Владимира Кара-Мурзы по статье о «фейках» о российской армии, Михаил Тимонов, вместе с депутатами Мосгордумы Владимиром Рыжковым и Максимом Кругловым, подписал поручительство за политика. В дальнейшем после возбуждения аналогичного уголовного дела в отношении бывшего главы Красносельского района Москвы муниципального депутата Ильи Яшина, Тимонов, вместе с нобелевским лауреатом и главным редактором Новой газеты Дмитрием Муратовым и музыкантом Юрием Шевчуком также подписали личные поручительства.
30 июня 2023 года Министерством юстиции России внесён в список физических лиц «иностранных агентов».

### Законотворческая деятельность
Как кандидат в депутаты Мосгордумы Михаил Тимонов выступал против уплотнения застройки в Москве. Будучи уже депутатом, внёс на рассмотрение проект закона о запрете строить жилье выше 14 этажей по программе реновации. Кроме того, законопроектом было предусмотрено право жильцов отказаться от переезда из хрущёвок в новостройки по реновации, если их этажность более 14 этажей.
В 2020 году, в преддверии Дня Победы, вместе с рядом депутатов Мосгордумы, общественных деятелей и оппозиционных политиков, включая Дмитрия Гудкова и Егора Жукова, внёс на рассмотрение Московской городской думы проект «Широкой амнистии». Амнистия предусматривала освобождение всех осужденных, которых правозащитный центр «Мемориал» считает политическими заключенными (включая осужденных за участие в Московских протестах 2019 года). Параллельно с московским парламентом, аналогичный законопроект был внесен на рассмотрение в Государственную думу депутатом Сергеем Шаргуновым. 27 мая 2020 года проект закона был отклонён большинством депутатов Московской городской думы.
На прошедших в сентябре 2021 года выборах в Государственную думу в семи субъектах РФ (Москва и Севастополь, а также Курская, Мурманская, Нижегородская, Ростовская и Ярославская области) проходило дистанционное электронное голосование (ДЭГ), что привело к скандалу в Москве. В связи с этим Михаил Тимонов разработал проект федерального закона о признании неудовлетворительным эксперимента по внедрению онлайн-голосования и об отказе от его дальнейшего применения на выборах, в том числе президентских.
23 ноября 2022 года в связи с «отсутствием прямого правового регулирования завершения частичной мобилизации в России» Михаил Тимонов, вместе с депутатами от КПРФ и Яблока Евгением Ступиным и Максимом Кругловым, внес на рассмотрение Мосгордумы проект обращения к Президенту Российской Федерации Владимиру Путину о необходимости издания указа о завершении частичной мобилизации в России. В ответ на данное обращение пресс-секретарь президента Дмитрий Песков заявил, что никаких новых решений по этому вопросу не принималось.